# 2036
2036 (MMXXXVI) será un año bisiesto comenzado en martes en el calendario gregoriano. Será también el número 2036 anno Dómini o de la designación de era cristiana, será el trigésimo sexto año del siglo XXI y del III milenio. Será el sexto año de la cuarta década del siglo XXI y el séptimo del decenio de los Años 2030. Será designado como:
- El Año del Dragón, según el horóscopo chino.

## Acontecimientos

### Marzo
- 1 de marzo: en Mendoza (Argentina) se celebra el centenario de la Fiesta Nacional de la Vendimia.

### Abril
- 13 de abril: el asteroide (99942) Apofis ―que en 2029 ya pasó cerca de la Tierra― nuevamente pasa cerca de la Tierra. Las probabilidades de colisión son considerablemente altas (1 entre 40), la más alta en su tipo. si no colisiona con la Tierra volvería a pasar cerca el año siguiente.

### Julio
- 18 de julio: Centenario del golpe de Estado de 1936 y del inicio de la guerra civil española.
- 25 de julio: Se celebran 500 años desde la fundación de Santiago de Cali (Colombia).

### Noviembre
- 2 de noviembre: BBC One cumplirá 100 años de emisión.

### Diciembre
- 10 de diciembre: se conmemoran 100 años de la abdicación de Eduardo VIII del Reino Unido y el ascenso de Jorge VI del Reino Unido al trono.

- Datos: Q12123
- Multimedia: 2036 / Q12123